# 高橋悠太 (ラグビー選手)
高橋 悠太（たかはし ゆうた、1988年11月3日 - ）は、日本のラグビー選手。

## プロフィール
- 埼玉県新座市出身。
- ポジションはプロップ(PR)。
- 身長 172cm、体重 105kg
- ニックネームはダイモン。
- 関東代表に選ばれたことがある[1]。

## 略歴
練馬ラグビースクールでラグビーを始めた。
2007年、国学院久我山高校卒業後、法政大学に入る。なお国学院久我山高校時代、高校日本代表候補に選ばれたことがある。　
2011年、法政大学卒業後、横河武蔵野アトラスターズに加入。同年9月11日に行われたトップイーストリーグ第1節のクボタスピアーズ戦に先発出場で公式戦初出場を果たす。
2015年、リコーブラックラムズに加入。 